# Сант'Агата (Козенца)
Сант'Агата је насеље у Италији у округу Козенца, региону Калабрија.
Према процени из 2011. у насељу је живело 56 становника. Насеље се налази на надморској висини од 43 м.